# Arnaldo Lambertini
Arnaldo Lambertini (Imola, 4 maggio 1864 – Imola, 4 luglio 1944) è stato un militare e scrittore italiano, distintosi nel corso della prima guerra mondiale come fautore della costituzione in seno al Regio Esercito del Corpo dei Bombardieri del Re, di cui fu comandante del Deposito centrale di Nervesa e poi di quello di Scandiano.

## Biografia
Nacque a Imola, in provincia di Bologna, il 4 maggio 1864, figlio di Davide. Si sposò con la nobile piemontese Delfina di Rovasenda da cui ebbe un figlio Gastone, medico, dal 1936 docente di anatomia umana presso l'università di Siena.
Arruolatosi nel Regio Esercito, entrò in servizio nell'arma di artiglieria con il grado di sottotenente, assegnato poi al 13º Reggimento artiglieria da campagna di Roma. Il 16 aprile 1891 fu promosso tenente in servizio presso il 15º Reggimento artiglieria da campagna del distretto di Bologna.
Nel 1912, con il grado di capitano, fu trasferito dal 21º Reggimento artiglieria da campagna al neocostituito 28º Reggimento. Dopo l'entrata in guerra del Regno d'Italia, avvenuta il 24 maggio 1915, combatte sul fronte italiano.
All'inizio del gennaio 1916 il Comando Supremo decise di costituire il Corpo dei Bombardieri del Re, attivando a Susegana, provincia di Treviso, la Scuola di specialità, e costituendo a Nervesa, nei primi giorni di febbraio, il deposito centrale del Corpo, del quale egli, con il grado di maggiore, ne assunse il comando. Durante l'undicesima battaglia dell'Isonzo fu chiamato da Luigi Cadorna a sovraintendere lo schieramento delle bombarde per un attacco contro il Monte Ermada, baluardo difensivo austro-ungarico sulla via per la conquista di Trieste.
Promosso tenente colonnello, dopo l'esito negativo della battaglia di Caporetto, con la conseguente ritirata generale sulla linea del Piave, la scuola fu trasferita a Sassuolo e il deposito a Scandiano (provincia di Reggio Emilia) ed egli costituì un centro di riordino del Regio Esercito.
Durante la sua permanenza nel reggiano svolse con i suoi uomini importanti attività civiche, come lo scavo di pozzi, la manutenzione delle strade e il controllo della sicurezza dei civili. Per questo motivo la città di Scandiano nel novembre 1919 gli ha conferito la cittadinanza onoraria. Nel 1922, mentre prestava servizio presso il 30º Reggimento artiglieria da campagna fu insignito della Croce al merito di guerra.
Oltre che militare fu anche scrittore, dando alle stampe I racconti della mensa (1902),  Un volo attraverso l’India (1909) e Trilli, strilli e grilli. Scene in un atto e prologo (1934). Transitato nei ruoli della riserva con il grado di colonnello, insignito della Croce di Commendatore dell'Ordine della Corona d'Italia, si spense a Imola il 4 luglio 1944.

## Pubblicazioni
- I racconti della mensa (1902)
- Un volo attraverso l’India (1909)
- Trilli, strilli e grilli. Scene in un atto e prologo (1934)

### Annotazioni
1. ↑  Una foto che lo ritraeva accanto al generalissimo apparve sulla rivista francese L’Image de la Guerre-

### Fonti
1. 1 2 3 4 5 6 7  Treccani.
2. ↑   Annuario militare del regno d'Italia, 1889,  p. 534. URL consultato il 13 maggio 2021.
3. ↑   Gazzetta ufficiale del regno d'Italia, Parte 2, 1891,  p. 1765. URL consultato il 13 maggio 2021.
4. ↑   Bollettino ufficiale delle nomine, promozioni e destinazioni negli ufficiali e sottufficiali del R. esercito italiano e nel personale dell'amministrazione militare, 1912,  p. 239. URL consultato il 13 maggio 2021.
5. ↑  Centro Studi Ugo Cerletti.
6. 1 2  Combattenti e Reduci.
7. ↑   Bollettino ufficiale delle nomine, promozioni e destinazioni negli ufficiali e sottufficiali del R. esercito italiano e nel personale dell'amministrazione militare, 1923,  p. 144. URL consultato il 13 maggio 2021.
8. ↑  Gazzetta Ufficiale del Regno d'Italia n.187 del 14 agosto 1931, pag.4086.